# (32523) 2001 OY82
2001 OY82 (asteroide 32523) é um asteroide da cintura principal. Possui uma excentricidade de 0.05274610 e uma inclinação de 10.58771º.
Este asteroide foi descoberto no dia 27 de julho de 2001 por NEAT em Palomar.